# Beyeria subtecta
Beyeria subtecta là một loài thực vật có hoa trong họ Đại kích. Loài này được J.M.Black mô tả khoa học đầu tiên năm 1924.